# Iglesia de Santa María del Conceyu (Llanes)
La basílica menor de Santa María de la Asunción de Llanes, también llamada Santa María del Conceyu en Llanes (Asturias, España) es uno de los pocos ejemplos del gótico en Asturias. Su construcción fue a instancias del pueblo de Llanes, iniciándose las obras en 1240, continuándose hasta el siglo XIV-XV. Declarada basílica el 25 de abril de 1973.

## Descripción
El templo se estructura en planta basilical de tres naves y tres ábsides y cubierta con bóveda de crucería y estrellada.
En el muro Norte se abre la capilla funeraria de Juan Pariente o de la Trinidad, fundada en el siglo XIV.
La iglesia cuenta con dos portadas románicas, fuertemente abocinadas, una torre campanario y un pórtico del siglo XVI que protege a la portada del lado Sur.

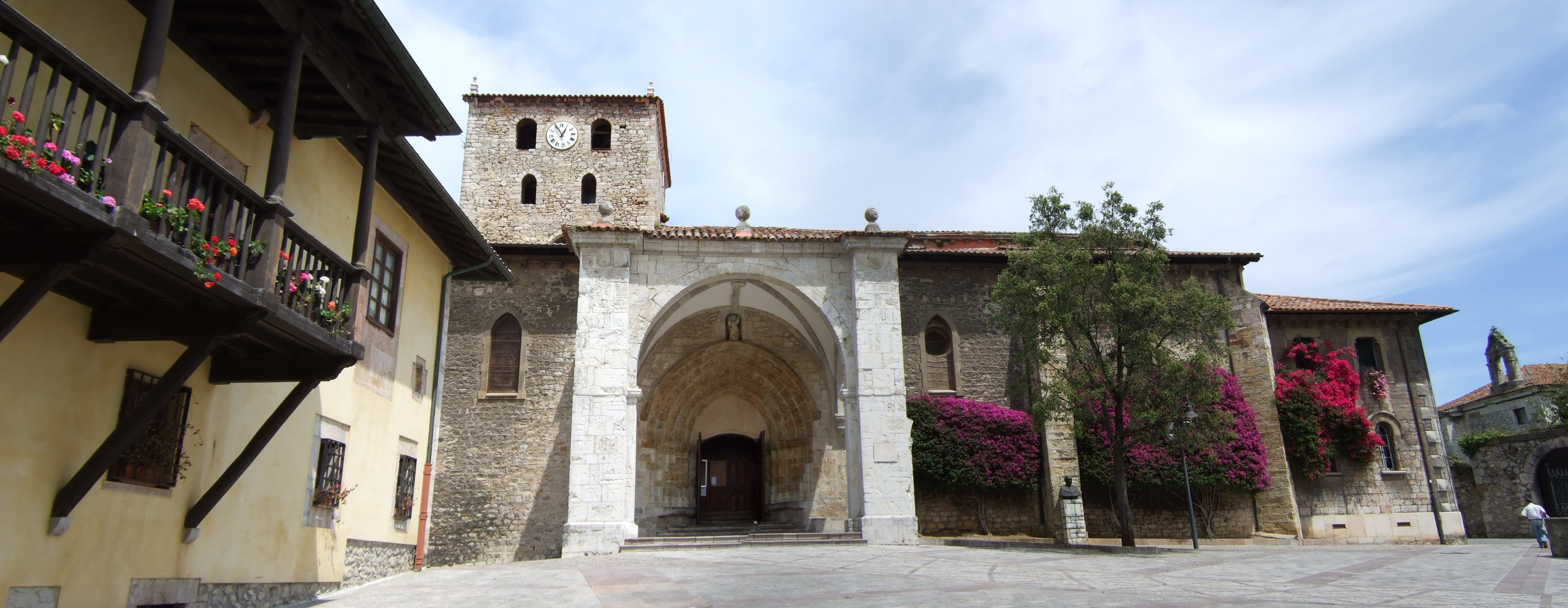
Basílica de Santa María del Concejo. Fachada Sur.

En el templo se conservan interesantes muestras de arte mueble entre las que destacan el gran retablo plateresco de la nave central y el retablo manierista de la capilla de Juan Pariente.